# Braunton Burrows

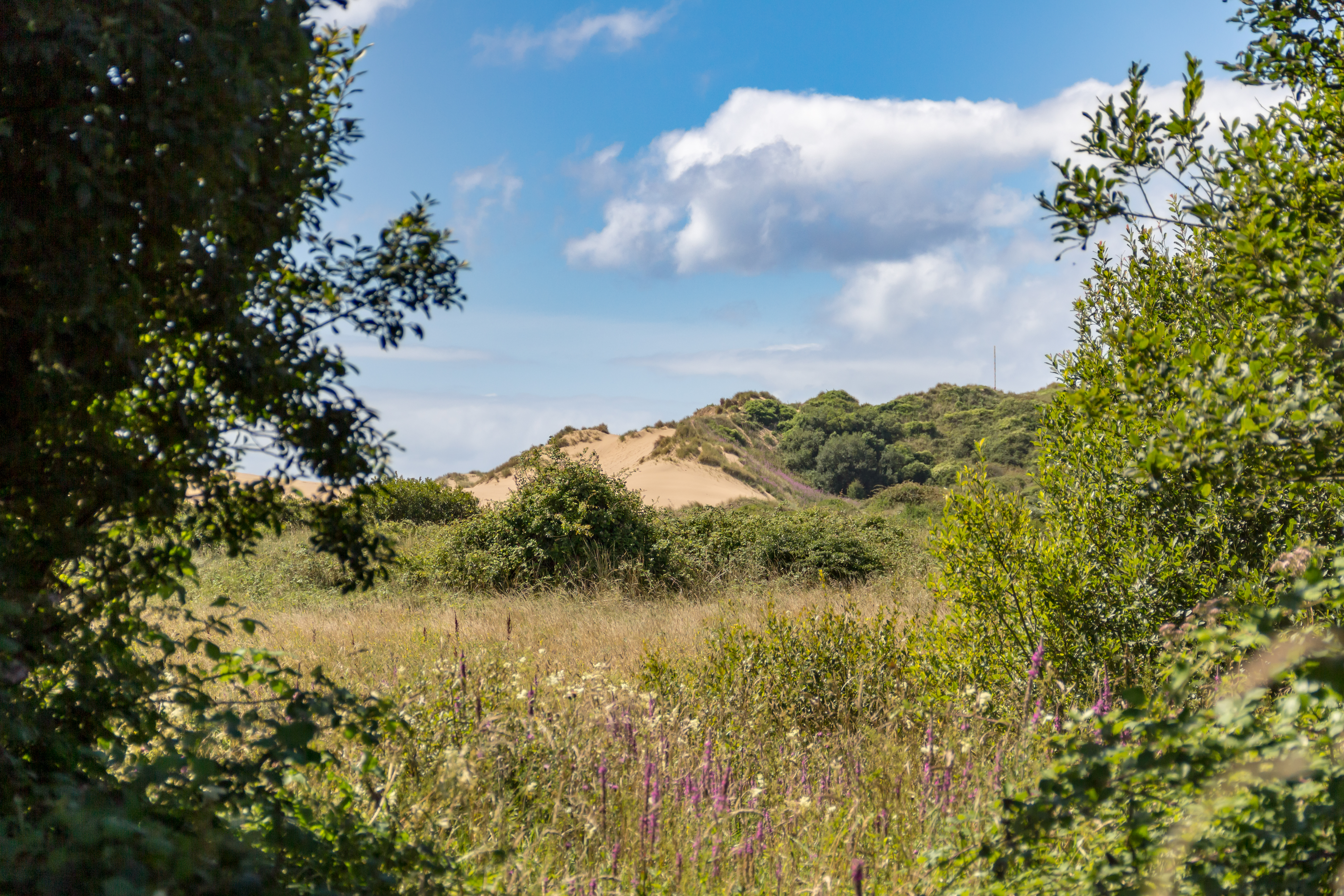

Braunton Burrows est un système dunaire sur la côte nord du comté de Devon en Angleterre. Il est une propriété privée et fait partie de la Christie Devon Estates Trust (voir Tapeley Park (en)). Braunton Burrows est le plus grand site de dunes de sable (psammosère) d'Angleterre.  

## Biodiversité et protection
Le site est particulièrement important sur le plan écologique, car il représente la gamme complète d'une succession écologique, avec un écosystème de plus de 400 espèces de plantes vasculaires. Les courtes zones de gazon sont très riches en lichens et herbes, et les zones de sable également. 
Il constitue la zone centrale de la réserve de biosphère de North Devon reconnue par l'Unesco en 1976 et agrandie en 2002,.
Les nombreuses plantes et animaux rares participent, avec des plans d'action britanniques, à la convention sur la diversité biologique. Par exemple, c'est l'un des deux sites au Royaume-Uni pour la Catinella arenaria (en), qui se trouve sur les bandes de dunes humides.

## Désignations
- Réserve de biosphère de l'UNESCO[3]  (Réserve de biosphère de North Devon)
- Site d'intérêt scientifique particulier[4]
- Zone spéciale de conservation (ZSC)[5]
- National nature reserve (United Kingdom) (en)
- Patrimoine côtier du Nord Devon
- incorporé au North Devon Coast (en) : Area of Outstanding Natural Beauty[6]

## Phare
Un petit phare a été érigé à la limite sud de la réserve, sur Crow Point.